# Convolvulus sabatius
Convolvulus sabatius, comúnmente llamada campanilla azul, es una especie de planta con flores de la familia Convolvulaceae, nativa de Italia y el norte de África, y que se ve a menudo en cultivos.
Es una planta perenne rastrera, de tallo leñoso, que crece hasta 20 cm (8 plg) de altura. Sus hojas tienen un vello ligero y posee flores de color celeste a violáceo, a menudo con un centro más claro, con un diámetro de entre 2,5-5 cm (1-2 plg).
El epíteto específico latín sabatius se refiere a la región de Savona en Italia.

## Cultivo
Esta especie suele venderse bajo el sinónimo C. mauritanicus. Aunque es perenne, es mejor tratarla como planta anual en climas más frescos. Es adecuada para jardineras y contenedores y prefiere una situación soleada con buen drenaje. La poda de puntas fomenta un nuevo crecimiento y floración. Ha ganado el Premio al Mérito en Jardinería de la Real Sociedad de Horticultura.